# Крыло обратной стреловидности
Крыло́ обра́тной стрелови́дности (КОС) — крыло с отрицательной стреловидностью.

## Особенности
Теоретически использование крыла обратной стреловидности на высокоманевренном истребителе позволяет получить ряд существенных преимуществ для такого типа машин:
- увеличение допустимых угла атаки и угловой скорости разворота,
- снижение лобового сопротивления,
- улучшение компоновочной схемы самолёта.

Причём все эти качества проявляются тем сильнее, чем больше угол обратной стреловидности.
Таковое улучшение лётных характеристик объясняется отсутствием срыва потока с концевых частей крыла за счёт смещения воздушного потока на крыле обратной стреловидности к его корневой части.

### Преимущества
- позволяет улучшить управляемость на малых полётных скоростях.
- улучшает взлетно-посадочные характеристики за счет увеличения допустимого угла атаки без потери управляемости.
- повышает аэродинамическую эффективность во всех областях лётных режимов.
- компоновка с крылом обратной стреловидности оптимизирует распределения давления на крыло и переднее горизонтальное оперение
- позволяет уменьшить радиолокационную заметность самолёта в передней полусфере.

### Недостатки
- КОС особо подвержено аэродинамической дивергенции (потере статической устойчивости) при достижении определённых значений скорости и углов атаки — угол атаки в сочетании с аэродинамической деформацией крыла образуют систему с положительной обратной связью;
- из первого вытекает, что такое крыло требует конструкционных материалов и технологий, обеспечивающих его достаточную жёсткость, и специальных конструктивных решений (изменение крутки крыла при деформации под действием скоростного напора) либо компенсирующих управляющих воздействий со стороны системы управления летательным аппаратом (именно по этой причине с появлением электродистанционных систем управления возникла вторая волна интереса к КОС).

## История
Первые работы по обратной стреловидности крыла проводились в рамках нескольких нереализованных проектов в довоенной Польше.
Исследованиями крыла небольшой обратной стреловидности занимался советский авиаконструктор Виктор Николаевич Беляев, реализовавший такую схему вкупе со схемой летающего крыла на ряде конструкций планеров — БП-2 (1934), БП-3, ДБ-ЛК.
Первыми практически летающими самолётом с крылом обратной стреловидности стал немецкий реактивный бомбардировщик Юнкерс Ju-287. Машина, совершившая первый полет в феврале 1944 года, была рассчитана на максимальную скорость 815 км/ч. В дальнейшем два опытных бомбардировщика этого типа достались СССР в качестве трофеев.
Хотя теоретически использование крыла обратной стреловидности позволяет получить ряд существенных преимуществ, специалисты советско-германского ОКБ-1 в Дессау, всесторонне испытывая с 1946 по 1949 годы в рамках программы «Entwicklungs Flugzeug» («экспериментальный самолет») оба экземпляра Ju-287, не сумели выявить решающих преимуществ схемы и столкнулись с некоторыми нерешаемыми на тот момент времени проблемами. Программа была закрыта, а специалисты ЦАГИ пришли к выводу о нежелательности применения крыла обратной стреловидности в самолётостроении. Одним из доводов было увеличение статической неустойчивости самолёта с таким крылом в полёте на высоких скоростях.
Первым более-менее массовым и коммерчески эксплуатируемым самолётом (всего выпущено 47 единиц) стал немецкий пассажирский с крылом относительно небольшой обратной стреловидности Hamburger Flugzeugbau HFB-320 Hansa Jet 1964 года.
Долгое время самолётов с таким крылом никто не строил, за исключением пассажирского HFB-320 Hansa Jet. Но появление в конце 70-х годов в США эффективных систем компьютерного управления полетом «Fly-by-Wire» позволило именно американцам вновь вернуться к подобной концепции, и с целью экспериментального подтверждения теоретических соображений был сконструирован экспериментальный X-29. Построенный по заказу BBC, он совершил первый полёт в декабре 1984 года. Однако программа X-29A расценивается в США как неудачная.
В конце сентября 1997 года состоялся полёт нового экспериментального самолёта Су-47 «Беркут», но программа была закрыта.
25 декабря 2015 года совершил первый полёт СР-10 («Самолет Реактивный со стреловидностью крыла −10°»), который по результатам госиспытаний стал одним из учебно-тренировочных самолетов ВВС РФ.

## Применение

### Серийные
- Британский Westland Lysander (1930-е)
- Советский пассажирский самолет Ил-14 (1950 г., произведено более 2500 экз.). Угол стреловидности −3 градуса по линии 1/4 хорд.
- Чехословацкий планер LET L-13 Бланик. Обладает малым углом обратной стреловидности крыла.
- Немецкий планер Schleicher K 7 впервые поднялся в воздух в 1957 году, с тех пор произведено более 500 экземпляров.
- Немецкий планер Schleicher ASK 13 впервые поднялся в воздух в июле 1966 года; произведено более 700 экземпляров.

- Гражданский самолёт HFB-320 Hansa Jet, впервые поднявшийся в воздух 21 апреля 1964 года;
- Шведский учебный самолёт Saab MFI-15 Safari, впервые поднявшийся в воздух в 1969 году;
- Американская стратегическая крылатая ракета Хьюз AGM-129 ACM, предназначенная для вооружения бомбардировщиков B-52 Stratofortress. Однако выбор крыла обратной стреловидности был обусловлен, в первую очередь, соображениями малозаметности: радиолокационное излучение, отраженное от передней кромки крыла, экранировалось корпусом ракеты.
- Аргентинский планёр Berca JB-3 Lácar обладает малым углом обратной стреловидности крыла. Впервые поднялся в воздух в 1996 году.
- Новый российский шестиместный гидросамолёт АСК-62 успел пройти два этапа испытаний и получить сертификат летной годности (2019).

### Экспериментальные
- Советские планеры БП-2 (1934), БП-3, ДБ-ЛК.
- Первым реактивным самолетом с крылом обратной стреловидности стал немецкий бомбардировщик Юнкерс Ju-287 (1944).
- В 1945 году по заданию ЛИИ конструктором П. П. Цыбиным был создан экспериментальный планер ЛЛ-З, вышедший на испытания в 1947 году, имел крыло обратной стреловидности и достигал скорости 1150 км/ч (М=0,95);
- Американский Northrop Grumman X-29 (1984 г., 2 экз.);
- Российский Су-47 «Беркут» (1997);
- Российский СР-10 («Самолет Реактивный минус 10», 2015 г.)